# レム
レム (rem) は、線量当量（生物体における放射性粒子の吸収線量）の単位である。REMは「roentgen equivalent in man and mammal」の略である。現在は、同じ物理量を表すシーベルト（Sv）の方がよく使われている。1 レム = 0.01 シーベルトである。
吸収線量1ラド (rad) のX線の線量当量が1レムと定義される。それ以外の放射線は、放射線の種類ごとに定められた生物学的効果比率 (RBE) を線量当量に乗じて得る。（つまり言い換えれば、X線のRBEは 1 rem/rad である）
レントゲン (R) 単位で計測した照射線量に、放射線の種類ごとの生物学的影響の程度を表す係数を乗じても求められる。重みづけ系数rW = 1としたとき、1レムは1.07185レントゲンとなる。
ラドはMKS単位でもCGS単位でもないので、ラドもレムもSI単位ではない。線量当量のSI単位は、シーベルト (Sv) である。
1 レム = 0.01 シーベルトである。レムは日常の放射線を表すには大きすぎるので、その1000分の1のミリレム (mrem) が使われていた。

## 計量法における位置付け
計量法では、放射能の計量単位である、キュリー、ラド、レントゲン、レムの4単位を現在でも法定計量単位として認めている。ただし、これらの単位は計量制度審議会の資料（2005年）において、「暫定的使用」する単位として位置づけられている。
| 番号 | 物象の状態の量 | 計量単位（非SI単位） | SI単位                     |
| ---- | -------------- | -------------------- | -------------------------- |
| 64   | 放射能         | キュリー（Ci）       | ベクレル(Bq)               |
| 65   | 吸収線量       | ラド（rad）          | グレイ(Gy)                 |
| 69   | 照射線量       | レントゲン（R）      | クーロン毎キログラム(C/kg) |
| 71   | 線量当量       | レム（rem）          | シーベルト(Sv)             |

番号は計量法第2条第1項第1号における物象の状態の量の列挙順の番号である。